# Церцис канадський
Юдине дерево канадське, церцис канадський, іноді багряник канадський (Cercis canadensis) — вид рослин, високий кущ або невелике дерево родини бобові (Fabaceae).

## Поширення та середовище
У природі ареал виду охоплює східну частину Північної Америки — від південного Онтаріо і Нью-Йорка на південь до Флориди та на захід до Айови, Небраски, Техасу і півночі Мексики.
У культурі поширений в Україні (в Ужгороді, Львові, Києві), а також на Чорноморському узбережжі, успішно росте і плодоносить у Баку, Єревані, Тбілісі, в містах Середньої Азії.
Дещо теплолюбний, але зимостійкіший від церсиса європейського. Досить вимогливий до вологості та поживності ґрунту. Потерпає через посуху.

## Будова
Дерево заввишки до 18 м з шатроподібною кроною. Гілки та стовбур з чорно-сірою корою. Пагони червоні.
Листки широкі яйцеподібні до майже округлих, довжиною (5)8—16 см, з серцеподібною основою і короткозагоостреною верхівкою, опушені, зазвичай, лише знизу, біля основи пластинки, зверху сизо-зелені, знизу тьмяно-сизі, восени світло-жовті.
Квітки по 4—8 в пучках, світло-рожеві або рожево-бузкові, довжиною 1—1,2 см.
Боби довжиною 6—10 см, шириною 2 см. Насіння овальне, довжиною 5—6 мм, шириною 4-5 мм, матове, темно-коричневе. Вага 1 тис. насінин 20—30 г
Цвіте у квітні — травні. Плодоносить у вересні — жовтні.

## Класифікація

### Різновиди
В рамках виду виділяють три різновиди:
- Cercis canadensis var. canadensis
- Cercis canadensis var. mexicana
- Cercis canadensis var. texensis